# Тест меч (рагби 15)
Тест меч (енгл. Test match) је термин којим се означава утакмица између две рагби репрезентације. Љубитељи рагбија са поносом истичу да је први тест меч одигран још 27.3.1871. Тада је Шкотска победила Енглеску у Единбургу. Са друге стране први фудбалски меч у историји је одигран тек годину дана касније, а снаге су одмерили такође Енглеска и Шкотска. Највише успех у тест мечевима имала је рагби репрезентација Новог Зеланда. У 538 тест мечева, рагбисти Новог Зеланда победили су чак 413 пута.